# الاشتباكات الحدودية اللبنانية السورية
الاشتباكات الحدودية اللبنانية السورية هي حوادث واشتباكات عنيفة وقعت على الحدود بين سوريا ولبنان خلال الحرب الأهلية السورية.